# Mangghystau (Ort)
Mangghystau (kasachisch Маңғыстау, russisch Мангистау Mangistau; bis 2007 Mangghyschlaq) ist ein Ort in Kasachstan.

## Geografie
Mangghystau liegt im Westen Kasachstans im gleichnamigen Gebiet Mangghystau etwa 13 Kilometer östlich des Stadtzentrums von Aqtau auf der Halbinsel Mangischlak. Mangghystau liegt in der Agglomeration Aqtau und grenzt im Westen an Basqudyq, im Süden an die ausgedehnte Industriezone von Aqtau und im Osten an die Orte Däulet und Qysyltöbe. Mangghystau ist außerdem Verwaltungssitz des Bezirks Munaily.

## Bevölkerung
Bei der Volkszählung 1999 hatte Mangghystau 12.433 Einwohner. Die Volkszählung 2009 ergab für den Ort eine Einwohnerzahl von 14.818. Bei der letzten Volkszählung 2021 lebten 33.141 Menschen in Mangghystau. Die Fortschreibung der Bevölkerungszahl ergab zum 1. Januar 2025 eine Einwohnerzahl von 36.144.
| Einwohnerentwicklung               | Einwohnerentwicklung | Einwohnerentwicklung | Einwohnerentwicklung | Einwohnerentwicklung | Einwohnerentwicklung |
| 1970                               | 1979                 | 1989                 | 1999                 | 2009                 | 2021                 |
| ---------------------------------- | -------------------- | -------------------- | -------------------- | -------------------- | -------------------- |
| 4.351                              | 7.611                | 10.703               | 12.433               | 14.818               | 33.141               |
| Anmerkung: Volkszählungsergebnisse |                      |                      |                      |                      |                      |

## Wirtschaft und Verkehr
Mangghystau liegt an der Bahnstrecke von Beineu nach Schangaösen. Im Ort befindet sich der einzige Bahnhof mit Personenverkehr der Region, das nahegelegene Aqtau verfügt selbst über keinen Bahnhof. Vom Bahnhof, der 1967 eröffnet wurde, gibt es regelmäßige Verbindungen nach Aqtöbe, Beineu und nach Almaty. Die Wirtschaft wird dominiert von Unternehmen, die in der Entwicklung von Erdöl- und Erdgasvorkommen der Region und dem Transport von Erdöl und Erdgas tätig sind. Am Bahnhof gibt es ein Depot zur Reparatur von Lokomotiven und Eisenbahnwaggons.